# Narodni park Los Alerces
Narodni park Los Alerces (špansko Parque Nacional Los Alerces) leži v Andih v provinci Chubut v patagonski regiji v Argentini. Njegova zahodna meja sovpada s čilsko mejo. Zaporedne poledenitve so oblikovale pokrajino v regiji in ustvarile spektakularne značilnosti, kot so morene, ledeniške krnice in jezera s čisto vodo. V vegetaciji prevladujejo gosti zmerni gozdovi, ki se umaknejo alpskim travnikom višje pod skalnatimi andskimi vrhovi. Zelo značilna in simbolična lastnost je njen gozd alerce (Fitzroya cupressoides); svetovno ogroženo drevo je druga najdalj živeča drevesna vrsta na svetu (> 3.600 let). Gozdovi v parku so v odličnem stanju ohranjenosti. Lastnina je ključnega pomena za zaščito nekaterih zadnjih delov strnjenega patagonskega gozda v skorajda neokrnjenem stanju in je življenjski prostor številnih endemičnih in ogroženih vrst flore in favne.

## DrevesaAlerce
Park je bil leta 2017 vpisan na Unescov seznam naravne svetovne dediščine. Ustanovljen je bil leta 1937 za zaščito gozdov drevesa alerce (Fitzroya cupressoides), ki jih ljudstvo Mapučev imenujejo lahuán in drugih primerov rastlinstva patagonskih Andov. V narodnem parku je največji gozd alerce v Argentini. Po videzu se drevo pogosto primerja s sekvojami (Sequoia) v ZDA, ki dosežejo zelo veliko višino. Je eno najdlje živečih dreves na svetu; nekatera v Čilu so stara 3600 let. Alerce raste zelo počasi in spada v družino Cupressaceae (cipresovk). Omejena na majhno območje v Čilu in Argentini, je vrsta ogrožena zaradi izkoriščanja drevesa za les.
Najbolj znan gozd v parku, do katerega se pride s čolnom in ga turisti pogosto obiščejo, je ob pristanišču za čolne Puerto Sagrario na severnem koncu jezera Menéndez. Tam se nahaja največje znano drevo alarce v Argentini. Visoko je 57 metrov, v premeru 2,2 metra in star 2600 let. Obstajajo redni ogledi gozda. Verjamejo, da na jugozahodnem kraku jezera Menéndez obstajajo višja in večja drevesa, vendar je dostop do tega območja omejen.
Gozdovi drevesa alerce v parku pokrivajo površino 7407 hektarjev na dveh krakih jezera Menéndez in zgornjem delu zadrževalnika Amutui Quimey ter ob potokih, ki se v jezero stekajo.

## Opis
Narodni park Los Alerces je sestavljen iz dveh delov: uradno razglašenega Narodnega parka s 187.379 hektarjev in sosednjega Narodnega rezervata Los Alerces z 71.443 hektarjev. Skoraj ves razvoj parka je v Narodnem rezervatu. Varnostno območje, široko 10 kilometrov, obkroža tri strani parka, ki ne mejijo na Čile.
Narodni park Los Alerces je oblikovan kot grob pravokotnik, ki se razteza približno 65 kilometrov od severa proti jugu vzdolž meje s Čilom in 45 kilometrov od vzhoda proti zahodu. Ves narodni park Los Alerces je v porečju reke Futaleufú, čeprav reko med svojim tokom v Argentini imenujejo z več različnimi imeni. Veriga jezer, ločenih s kratkimi tokovi nemirne reke, je značilnost parka. Jezero Rivadavia je začetek verige. Iztok iz jezera Rivadavia se imenuje reka Rivadavia, ki se izliva v veliko manjše Zeleno jezero. Iztok iz Zelenega jezera se imenuje reka Arrayanes, ki se po prejemu iztoka iz jezera Menéndez nadaljuje do jezera Futalaufquen. Pod jezerom Futalaufquen je jezero Kruger in reka Frey, ki se izliva v umetno jezero Amutui Quimey. Reka, znana kot Futaleufú, izhaja pod umetno jezero Amutui Quimey in postane južna meja narodnega parka. Po gorah in dolinah parka so raztresena številna manjša jezera in potoki.
Najvišja točka v narodnem parku Los Alerces je Cordon de las Pirámides, višina 2440 metrov. Najnižja točka v parku je približno 330 metrov, kjer reka Futaleufú prehaja v Čile.

## Podnebje
Spodnje vzpetine v narodnem parku Los Alerces so v Köppnovi sistemu podnebne klasifikacije razvrščene kot oceansko podnebje, denominirano Cfb ali vlažno celinsko podnebje Dfb. Z vlago obremenjeni oblaki iz Tihega oceana zadenejo Ande na čilsko-argentinski meji in letno proizvedejo do 3000 milimetrov padavin, večinoma v obliki dežja na nižjih nadmorskih višinah in snega na višjih legah. Vzhodno od grebena Andov padavine v padavinski senci hitro padajo in padejo na približno 800 milimetrov na vzhodnem robu parka. Temperature v parku so od hladnih do zmernih. Zamrznitve se lahko pojavijo v katerem koli mesecu v letu. Na sedežu parka je najtoplejši mesec januar s povprečno dnevno temperaturo 24 ° Celzija in 8 ° C na najnižjih nadmorskih višinah parka. Povprečne temperature v najhladnejšem mesecu julija so visoke 7 ° in najnižje -1 °. Povprečne temperature padajo z višino. Timberline je približno 1400 metrov, nad katerim je gola skala, trajna ali poltrajna snežišča in ledenik Torrecillas med obema krakoma jezera Menėnendez.
Na zahodu parka je pod višjimi vrhovi Andov veliko padavin in valdivijskih zmernih deževnih gozdov. Velik del preostalega parka je patagonski gozd, podoben narodnim parkom Lanín in Nahuel Huapi, z lažnima bukvama coihues (Nothofagus dombeyi) in lengo (Nothofagus pumilio). Ob reki Arrayanes je mogoče videti drevesa ćilske mirte ali arrayán (Luma apiculata).
Čeprav ni prave sušne sezone, so padavine najmočnejše v zimskih mesecih južne poloble od julija do avgusta.

## Razvoj in turizem
Hidroelektrarna, ki zagotavlja energijo industriji v Puerto Madrynu, je ustvarila velik rezervoar Amutui Quimey, ki se izliva v reko Futaleufú, ki teče proti Čilu.
V parku je možno pohodništvo in ribolov, po jezerih pa izleti z ladjo. Ledenik Torrecillas je mogoče videti s turističnih čolnov na jezeru Menéndez.